# Monilispira
Monilispira é um gênero de gastrópodes pertencente a família Pseudomelatomidae.

## Espécies
- †Monilispira archeri Olsson & Harbison, 1953
- Monilispira bandata (Nowell-Usticke, 1969)
- †Monilispira bigemma (Dall, 1890)
- Monilispira circumcincta Nowell-Usticke, 1969[2]
- Monilispira lysidia (Duclos, 1850)
- Monilispira monilifera (Carpenter, 1857)

Espécies trazidas para a sinonímia
- Monilispira crassiplicata Kuroda & Oyama, 1971: sinônimo de Splendrillia crassiplicata (Kuroda & Oyama, 1971)
- Monilispira leucocyma (Dall, 1884): sinônimo de Pilsbryspira leucocyma (Dall, 1884)
- Monilispira monilis Bartsch & Rehder, 1939: sinônimo de Pilsbryspira monilis (Bartsch & Rehder, 1939)
- Monilispira ochsneri Hertlein & Strong, 1949: sinônimo de Cleospira ochsneri (Hertlein & Strong, 1949)